# باول جيبسون
باول جيبسون (بالإنجليزية: Paul Gibson)‏ (1 نوفمبر 1976 بشفيلد في المملكة المتحدة - ) هو لاعب كرة قدم بريطاني في مركز حراسة المرمى. لعب مع مانشستر يونايتد ونادي روتشديل ونوتس كاونتي وهال سيتي ونادي هاليفاكس تاون ونورثويتش فيكتوريا ونادي مانسفيلد تاون.

## وصلات خارجية
- باول جيبسون على موقع قاعدة بيانات كرة القدم.إي يو (الإنجليزية)
- باول جيبسون على موقع Soccerbase.com (لاعب) (الإنجليزية)